# Aalborghus
Aalborghus Slot i det centrale Aalborg er opført 1539-53 af Christian III ved Martin Bussert til erstatning af det Aalborghus, som blev ødelagt under Grevens Fejde. Slottet er firelænget og ligger bag volde nær Aalborgs havnefront. Aalborghus er Danmarks eneste bevarede regnskabsslot.

## Ældre historie
Første gang der omtales en borg i Aalborg er i 1340, hvor det overgik til kronen. Grundlæggelsen af Aalborghus er sket omkring 1335. Dette anlæg lå syd for møllen (nu Mølleplads) ved Østerå. Borgen kom senere i 1300-tallet i dronning Margrethes besiddelse, hvorefter det forblev kongelig ejendom. Kong Hans blev født her i 1455, og 58 år senere døde han også her efter et fald fra sin hest.
Under Grevens Fejde blev borgen 14. september 1534 indtaget af Skipper Clement, der sendte lensmanden Peder Lykke på flugt. Allerede tre måneder senere blev Skipper Clement dog selv jaget på flugt herfra af de kongelige tropper under ledelse af Johan Rantzau. Slottet har givetvis lidt en del overlast i borgerkrigen, men var antagelig allerede nedslidt før urolighederne. Kong Frederik 1. overvejede 1530 at nedlægge Aalborghus og i stedet indrette byens Gråbrødrekloster til kongeslot. Det blev dog først sønnen Christian 3., der gjorde alvor af planerne.

### Lensmænd
- Erik Nielsen (Banner) død 1345
- 1442-1447 Niels Eriksen Banner
- - 1534 Peder Lykke

## Det nye Aalborghus
Christian 3. ønskede at få genopført en fæstning i Nordjylland, så borgere og bønder ville afstå fra oprør i fremtiden. Han valgte at flytte slottet tættere ved havnen. Ansvarlig for gennemførelsen af byggeriet blev lensmanden Axel Juul til Villestrup. Arbejdet startede 1539. Det valgte område var sumpet, hvorfor Juul måtte iværksætte en omfattende pilotering ved brug af flere tusinde læs træstammer. Efterhånden fik man opført en teglovn, en tegllade, et beboelseshus og en lade. I 1543 indledte man jordarbejderne for at skabe voldene omkring slottet. I 1547 indkaldte Axel Juul kongens bygmester Martin Bussert, der antagelig har været den ledende i opførelsen af selve Aalborghus Slot. Der var indhentet håndværkere fra flere jyske købstæder til opførelsen. Det nye anlæg bestod af en trefløjet bygning mod vest, syd og øst og en kraftig spærremur mod nord, hvorigennem der var en adgangsport. Hele anlægget var beskyttet af jordvolde, der ragede op over stueetagen, således at kun en etage var synlig udefra. Ydermurene var ca. 1 meter tykke. Således kunne slottet modstå datidens kanoner i en krigssituation. Ind mod slotsgården behøvede murene ikke samme modstandsevne, hvorfor disse blev udført i bindingsværk. Uden for volden var der desuden voldgrave. Slottet viste sig dog hurtigt ikke at leve op til intentionerne som fæstningsværk. 1555 besigtigede rigsråderne Otte Krumpen og Holger Ottesen Rosenkrantz slottet, og de konkluderede, at slottet var ubrugeligt som fæstning, da det ikke var muligt at forsyne slottets mandskab med rent drikkevand i tilfælde af en belejring. Som følge heraf vedtog man 1557 ikke længere at bekoste mere på slottets befæstning.

## Regnskabsslottet
Da bygningen nu ikke skulle fungere som fæstning, blev det nu i stedet centrum for lensmandens administration. Han havde sin bolig her, og her var oplagsplads for de enorme mængder af naturalydelser, som kronen (staten) modtog fra hele Nordjylland og egnene omkring den vestlige Limfjord. Den nye funktion medførte, at man tidligt begyndte at om- og tilbygge anlægget. I årene 1568-72 opførte nogle større magasinbygninger på den vestre vold. Der opstod dog ret hurtigt sætninger i den nye bygning, hvorfor de bygningsdele, der var over voldens jordoverflade blev nedrevet 1625. Kældrene fra bygningen er dog stadig bevaret i den vestre vold.
I 1579 lod lensmanden Axel Viffert opføre et nyt beboelseshus til sig selv og lod derfor den søndre fløj nedrive. Før 1631 blev sydfløjen udvidet med et 20 fag langt hus med økonomirum. Det vides, at i 1750 stod der en magasinbygning i 2 stokværk af bindingsværk. Den nuværende bindingsværksbygning på sydfløjens plads er opført i 1808-09, men dog kraftigt restaureret efter en bombesprængning under besættelsen. Bygningen er i dag indrettet som kontorer.

## Aalborghus i dag
Af det nuværende anlæg er østfløjen fra det oprindelige slot fra 1550'erne. Nordfløjen er fra 1630'erne, mens der mod syd som nævnt blev tilføjet en fritliggende bindingsværksbygning i 1808-09. I 1952-64 blev de gamle kornlofter i nordfløjen gennemgribende ombygget under ledelse af kgl. bygningsinspektør Leopold Teschl og indrettet til kontorer og til en smuk amtsrådssal. Slottet har stadig sin oprindelige funktion som sæde for statens lokale repræsentant, nu rummer slottet Statsforvaltningen Nordjylland – Danmarks eneste bevarede regnskabsslot.
Slottets fangekælder, som ikke længere er i brug, kan besøges i dagtimerne.

## Udviklingsprojekt for Aalborghus Slot
Aalborg Kommune er i øjeblikket i dialog med fonden Realdania og Slots- og Kulturstyrelsen om at udvikle slottet med to nye tilbygninger.

## Ekstern henvisning
1. ↑  Nordjyske Museer. "Gå-selv-byvandring: Middelalderens Aalborg". nordjyskemuseer.dk. Nordjyske Museer. Hentet 3. februar 2023.
2. ↑  "Projekt Aalborghus Slot". Arkiveret fra originalen 12. september 2019. Hentet 11. juni 2018.

- Styrelsen for Slotte og Kulturejendomme (SLKE) Arkiveret 21. september 2015 hos  Wayback Machine

- Wikimedia Commons har flere filer relateret til Aalborghus